# Twix (film)
|  | Denne artikel er oprettet af botten Steenthbot ud fra en ekstern database. Den kan derfor have sproglige fejl eller mangler. Denne skabelon kan fjernes efter kontrol af indholdet. |

Twix er en dansk kortfilm fra 2012 instrueret af Emil Jørgensen.

## Handling
En mand, 'hovedpersonen', sidder bundet i en stol i en kælder. Han bliver tortureret og afhørt af to andre mænd, 'bossen' og hans hjælper 'bøffen'. Undervejs i filmen skal hovedpersonen forsøge at finde ud af, hvorfor han sidder bundet. Hovedpersonen tænker tilbage og fortæller om det under afhøringen. Dette fører os gennem mærkværdige og voldsomme episoder, før vi til sidst får den meget overraskende og pudsige forklaring på det hele.

## Medvirkende
- Lars Arvad
- Andreas Landbo-Isaksen
- Michael Johansen
- Lau Lehrmann